# 川畑夏希
川畑 夏希（かわばた なつき、1995年7月24日 - ）は、日本の元女子バレーボール選手。

## 来歴
滋賀県栗東市出身。小学校1年のとき、姉と兄の影響でバレーボールを始める。甲良中学校を経て岡山理科大学附属高等学校に進学。同高ではアタッカーとして活躍し、3年次には春高バレーに初出場した。
2014年1月にVプレミアリーグ岡山シーガルズの内定選手となった。同年1月18日のNEC戦で途中出場し、Vリーグデビューした。同年4月に岡山に入団するとともに、中国学園大学に進学した。
2017年10月末日をもって岡山シーガルズを退団した。

## 所属クラブ
- 治田東小学校（治田東スポーツ少年団）
- 甲良中学校
- 岡山理科大学附属高等学校
- 中国学園大学
  - 岡山シーガルズ（2014-2017年）

## 人物・エピソード
- 同じく岡山シーガルズに所属していた川畑愛希は実姉。
- 2015-16シーズンでシーガルズのコーチを務め、その後埼玉アザレアでプレーした川畑貴裕は実兄[6]。

## 個人成績
Vプレミアリーグレギュラーラウンドにおける個人成績は下記の通り。
| シーズン | 所属 | 出場 | 出場   | アタック | アタック | アタック | アタック | ブロック | ブロック | サーブ | サーブ | サーブ | サーブ | レセプション | レセプション | 総得点 | 備考     |
| -------- | ---- | ---- | ------ | -------- | -------- | -------- | -------- | -------- | -------- | ------ | ------ | ------ | ------ | ------------ | ------------ | ------ | -------- |
| シーズン | 所属 | 試合 | セット | 打数     | 得点     | 決定率   | 効果率   | 決定     | /set     | 打数   | エース | 得点率 | 効果率 | 受数         | 成功率       | 総得点 | 備考     |
| 2013/14  | 岡山 | 20   | 59     | 1        | 0        | 0.0%     | %        | 0        | 0.00     | 68     | 1      | 1.47%  | 10.0%  | 55           | 52.7%        | 1      | 内定選手 |
| 2014/15  | 岡山 | 8    | 17     | 0        | 0        | 0.0%     | %        | 0        | 0.00     | 24     | 1      | 4.17%  | 14.6%  | 21           | 52.4%        | 1      |          |
| 2015/16  | 岡山 | 7    | 18     | 23       | 6        | 26.1%    | %        | 0        | 0.00     | 11     | 1      | 9.09%  | 11.8%  | 36           | 50.0%        | 7      |          |
| 2016/17  | 岡山 | 0    | 0      | 0        | 0        | 0.0%     | %        | 0        | 0.00     | 0      | 0      | 0.00%  | 0.0%   | 0            | 0.0%         | 0      |          |